# Pacte balkanique (1953)
Pour les articles homonymes, voir Pacte balkanique.
Le Pacte balkanique (en grec Βαλκανικό Σύμφωνο, Valkanikó Sýmphona ; en macédonien Балкански пакт, Balkanski pakt ; en serbo-croate Balkanski pakt / Балкански пакт ; en slovène Balkanski pakt ; en turc Balkan Paktı) de 1953, officiellement connu sous le nom d'Accord d'amitié et de coopération, est un traité signé par la Grèce, la Turquie et la Yougoslavie le 28 février 1953, dans la ville d'Ankara. L'objectif de ce traité était de dissuader l'expansion soviétique dans les Balkans, ainsi que de prévoir la création éventuelle d'un état-major commun pour les trois pays. Lorsque le pacte a été créé et signé, la Turquie et la Grèce étaient membres de l'Organisation du traité de l'Atlantique nord (OTAN) depuis un an, ayant toutes deux adhéré le 18 février 1952, tandis que la Yougoslavie était un État socialiste non aligné qui devint plus tard un membre fondateur du Mouvement des non-alignés. Le Pacte balkanique a permis à la Yougoslavie de s’associer indirectement à l’OTAN sur les affaires géopolitiques. En octobre 1954, Israël montra un certain intérêt à rejoindre l'alliance dans l'espoir que la Yougoslavie pourrait jouer un rôle de médiateur dans le développement des relations entre l'Égypte et Israël, ce qui n'arrivera cependant jamais.

## Précédents
La Yougoslavie et l'Union soviétique étaient alliées au lendemain de la Seconde Guerre mondiale, mais la coopération bilatérale s'est arrêtée en 1948 avec la rupture Tito-Staline. Craignant une invasion soviétique, la Yougoslavie a rapidement conclu des accords politiques et défensifs avec les pays occidentaux. L'OTAN considérait la Yougoslavie comme un pays stratégiquement important, de sorte que le Pacte balkanique était perçu comme un moyen pour les alliés occidentaux d'amener la Yougoslavie dans sa sphère d'influence en cas d'agression soviétique.
Le pacte fut signé le 28 février 1953. Le plan était d'intégrer de manière informelle la Yougoslavie dans le système défensif et dans le système d'aide économique occidentaux en raison des menaces croissantes que la Yougoslavie recevait de Moscou .

## Accord
Les accords concernant la création du Pacte balkanique ont commencé par un traité politique à Ankara en février 1953 et se sont terminés par un traité militaire à Bled en août 1954 . Les 14 articles comprenaient le règlement des différends internationaux sans l'usage de la force, l'assistance militaire à chaque pays si l'un des membres était attaqué ainsi que le maintien et le renforcement de la capacité défensive des membres. Les pays sont convenus que les représentants de chaque pays se réuniraient deux fois par an jusqu'en 1974. L'accord a également maintenu les traités antérieurs alors en vigueur, tels que le Traité d'amitié et de coopération et la Charte des Nations unies .

## Effets
| - Stefanopoulos - Köprülü - Popović |

La nouvelle alliance a montré dès le début sa faiblesse pour plusieurs raisons. Tout d’abord, Joseph Staline est décédé quelques jours après sa signature. En outre, le nouveau gouvernement soviétique, dirigé par Nikita Khrouchtchev, a commencé à assouplir ses critiques à l'égard de la Yougoslavie. Enfin, les dirigeants communistes yougoslaves étaient plus disposés à abandonner une coopération ouverte avec les pays occidentaux.
Entre 1954 et 1955, les relations entre l'Union soviétique et la Yougoslavie se sont progressivement améliorées, ce qui a fini par réduire l'importance militaire du Pacte balkanique pour les dirigeants yougoslaves. La visite du Premier ministre turc Adnan Menderes en Yougoslavie en mai 1955, trois semaines seulement avant que la Yougoslavie n'accueille Nikita Khrouchtchev, a montré les différences existantes entre les visions yougoslave et turque de la situation internationale. Alors que la Turquie souhaitait approfondir la coopération au sein du Pacte, la Yougoslavie était réticente à prendre des mesures qui pourraient alors donner l’impression de donner une importance supplémentaire au volet militaire du Pacte balkanique.
Le conflit chypriote entre la Turquie et la Grèce éclate rapidement, avec la reprise des affrontements armés en 1955 qui provoquent des déplacements des populations turques et grecques, ce qui constitue un nouveau danger pour le pacte balkanique.
Après la révolution hongroise de 1956, Tito s'est montré critique de la répression soviétique et il a retrouvé un certain intérêt pour la relance de l'alliance, mais en raison du conflit chypriote, la tentative de médiation yougoslave entre la Turquie et la Grèce échoua.

## Voir également
- Pacte balkanique (1934)
- Pacte de Bagdad
- Relations entre la Grèce et la Turquie
- Armée hellénique
- Forces armées turques
- Armée populaire yougoslave
- Allié majeur non-membre de l'OTAN